# 지시약
지시약 (指示藥, 영어: indicator)이란 그렇게 많지 않은 양만 가지고 어떤 적정반응의 종말점(눈으로 확인했을 때 반응이 완결되는 시점)을 확인하기 위해 쓰이는 물질을 일컫는다. 주로 용액의 색의 변화를 기준으로 하여 종말점을 확인
한다. 색의 변화를 이용해 종말점을 확인하는 경우 당량점(이론상 반응이 완결되는 시점)을 기준으로 하여 지시약의 색변화가 심하게 나타나는 것을 쓴다.
지시약은 크게 두 경우에 쓰이는데, 산염기반응과 산화환원반응이다.

## 산·염기 지시약
산과 염기 반응의 지시약의 경우 지시약 분자는 약한 유기산으로 산성형과 염기성형의 색이 다르다. 따라서 외부의 PH조건이 급격히 변하게 되면 지시약 분자는 산성형 혹은 염기성형으로 바뀌게 되며, 산성형과 염기성형의 색이 다르므로 종말점을 결정할 수 있는 것이다. 산염기반응의 지시약은 페놀프탈레인, 브로모페놀블루 용액, 메틸 오렌지, 메틸 레드, 페놀 레드, 브로모티몰블루 등이 있다.
- 페놀프탈레인

변색 범위(8.2~10.2), 즉 염기성에서 붉은색으로 변한다.
산성과 중성상태에서는 색깔이 없는 무색을 띤다.
| 종         | In+      | H2In      | In2−     | In(OH)3− |
| 구조       |          |           |          |          |
| 삼차원구조 |          |           |          |          |
| pH         | <0       | 0−8.2     | 8.2−12.0 | >12.0    |
| 상태       | 초강산성 | 산성,중성 | 염기     | 강염기   |
| 색         | 주황색   | 무색      | 분홍색   | 무색     |
| 색이미지   |          |           |          |          |

- BTB용액(bromothymol-blue)

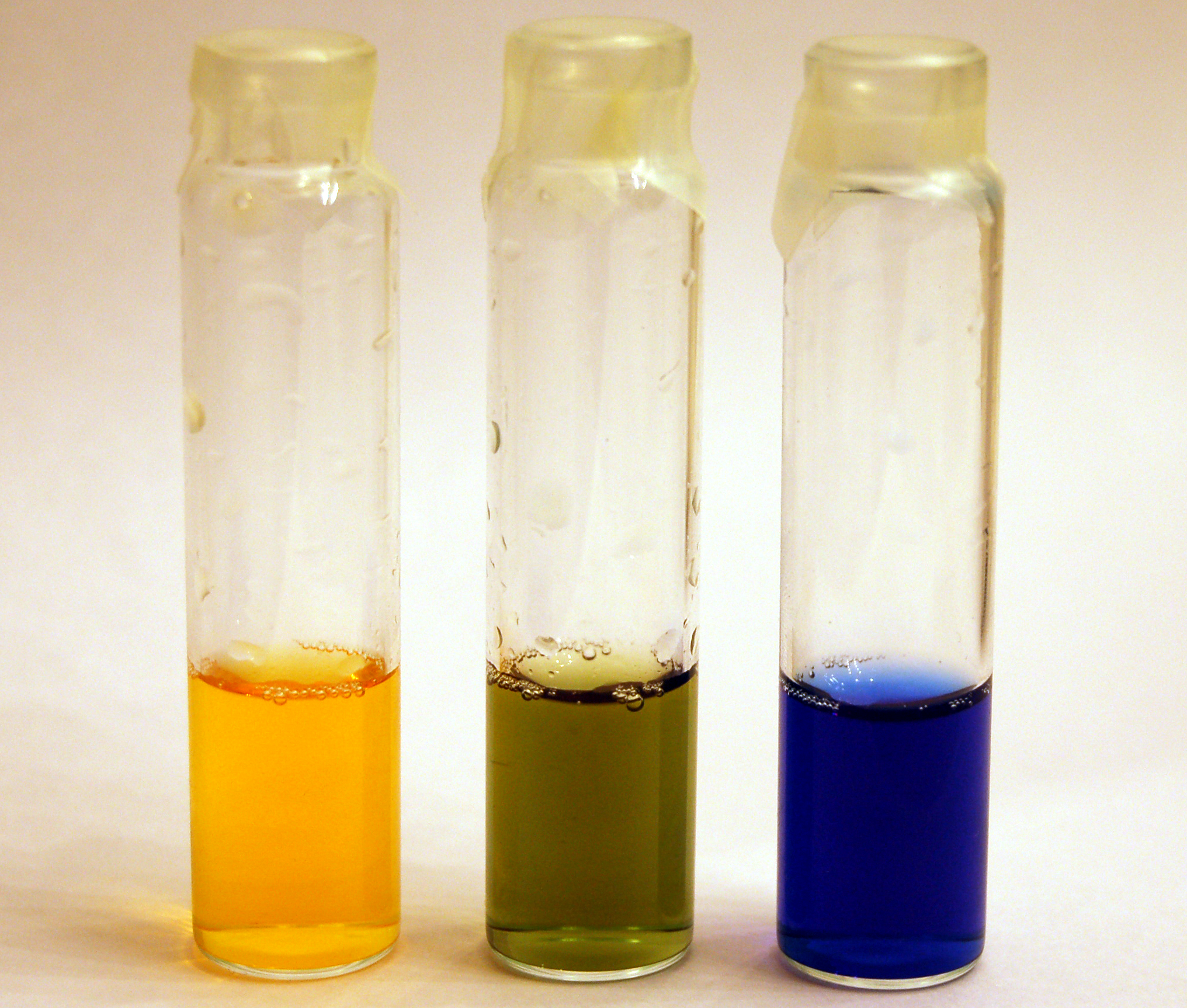
BTB indicator in acidic, neutral, and alkaline solutions (left to right).

산성일 때 노란색(0~6.2) 중성일 때 녹색(6.2~7.6) 염기성(7.6~14)일 때 파란색을 띤다

Structure at different pH ranges

## 산화환원 지시약
산화 환원반응의 지시약의 경우 지시약이 산화된 것의 색과 환원된 것의 색이 다르게 된다. 산화환원 반응을 진행시키게 되면 우선 반응에 참여하는 것들이 산화, 환원되며 그 후 지시약이 산화되거나 환원되는데 이때 색이 바뀌므로 종말점을 판단할 수 있게 되는 것이다. 산화환원지시약의 경우 가장 대표적인 지시약은 페로인(ferroin)으로, 그 색깔은 연한 푸른색(거의 무색)에서 붉은색으로 변한다. 또한 이 외에도 과망간산이온 등이 쓰인다.

## 금속이온 지시약
금속이온지시약(metal ion indicator)은 주로 킬레이트의 적정에 이용된다. 금속이온지시약은 킬레이트 중에서도 여섯자리 리간드인 EDTA적정에 주로 사용된다. 금속이온지시약은 금속이온과 결합할 때 색이 변하는 화합물이다. 지시약으로 사용되려면, 지시약은 적정에 사용되는 킬레이트보다 약하게 금속과 결합해야 한다. 금속이온지시약은 대부분 산염기지시약으로 사용될 수 있다. 따라서 지시약의 색깔이 pH에 의존하므로, 대부분의 지시약이 일정한 pH영역에서만 사용될 수 있다. 칼마자이트, 뮤렉사이드, 자이레놀 오렌지, 에리오크롬 블랙T, 피로카테콜 바이올렛 등이 주로 사용된다.

## 흡착 지시약
흡착지시약은 주로 침전에 흡착시켜 색이 변하게 만들 때 쓰인다. 흡착지시약은 주로 음이온성 염료들로, 당량점 직후 생성된 양전하의 침전물 입자에 끌린다. 양전하 표면에 음전하를 갖는 염료가 흡착되면 염료의 색이 변한다. 적정에서 색깔 변화는 종말점을 의미하며 지시약이 침전물 표면과 반응하므로 가능한 표면적이 넓은 것이 좋다.

## 지시약의 소량 사용 이유
측정하고자 하는 용액의 정확한 종말점을 알 수 있기 때문이다. 지시약은 미미하게나마 측정하고자 하는 성질(산염기, 산화환원)을 띠므로 과량 사용 시 측정에 오류를 일으킬 수 있다.

## 참고 문헌
1. ↑  Oxtoby, Gillis, Campion (2008), 옥스토비의 일반화학 6판, 사이플러스, pp725~726
2. ↑  Daniel.C.Harris(2001), 분석화학 5판, 자유아카데미, p475
3. ↑  Ibid, pp368~369
4. ↑  Ibid, pp191~192